# Pseudagrion indicum
Pseudagrion indicum là một loài chuồn chuồn kim trong họ Coenagrionidae.
Loài này được xếp vào sách Đỏ của IUCN năm 2007.
Pseudagrion indicum được miêu tả khoa học năm 1924 bởi Fraser.

## Hình ảnh

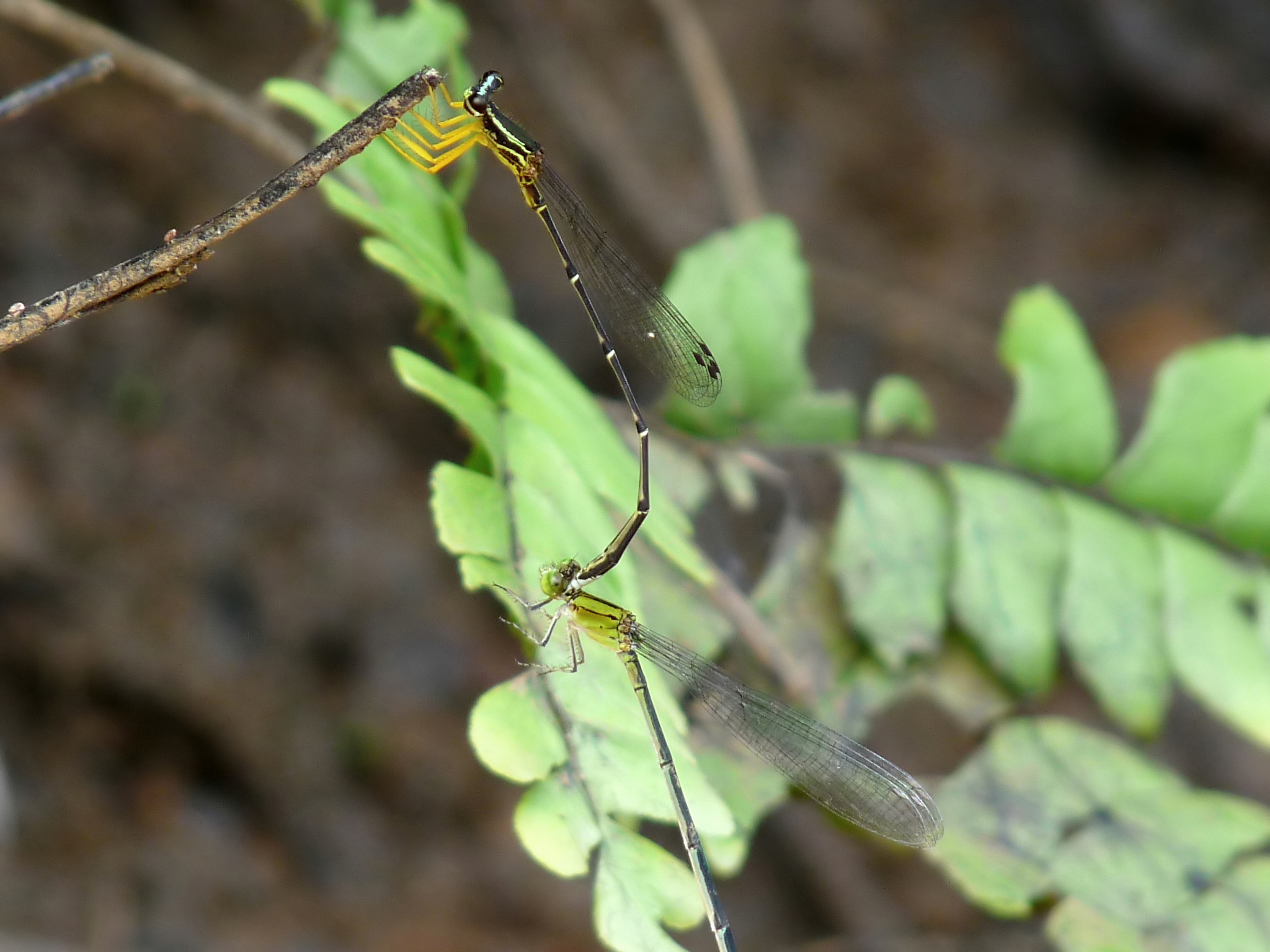
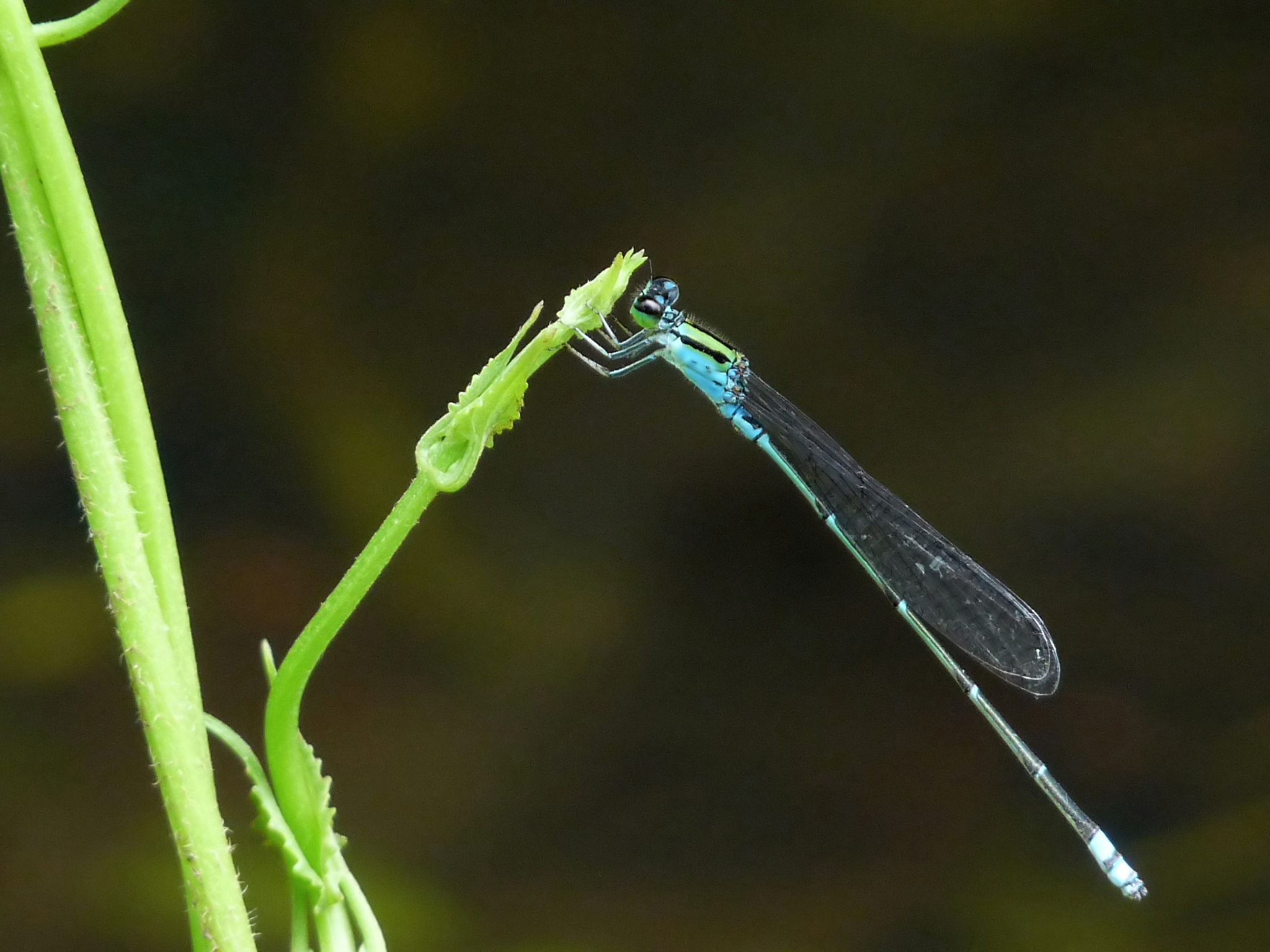
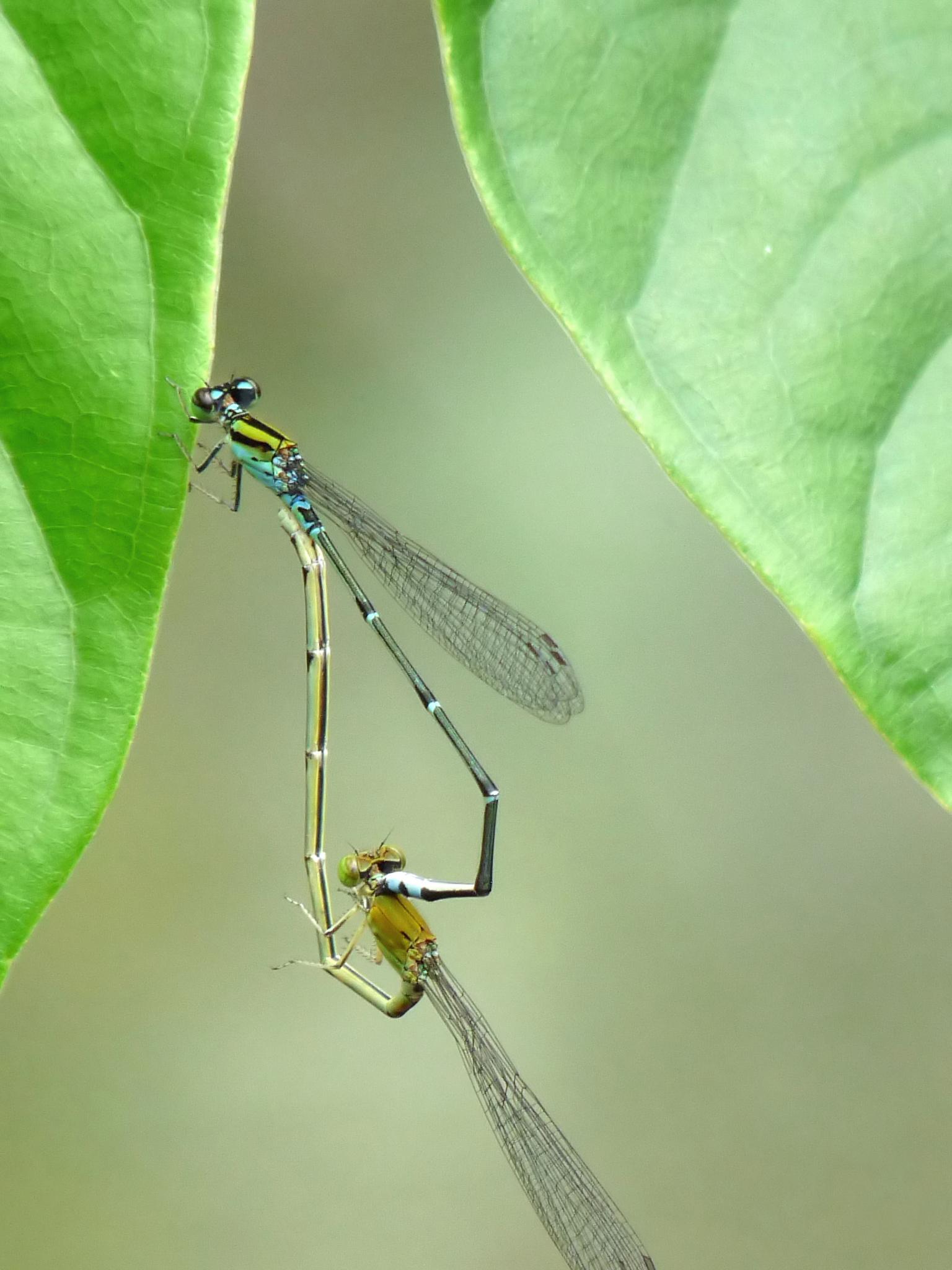
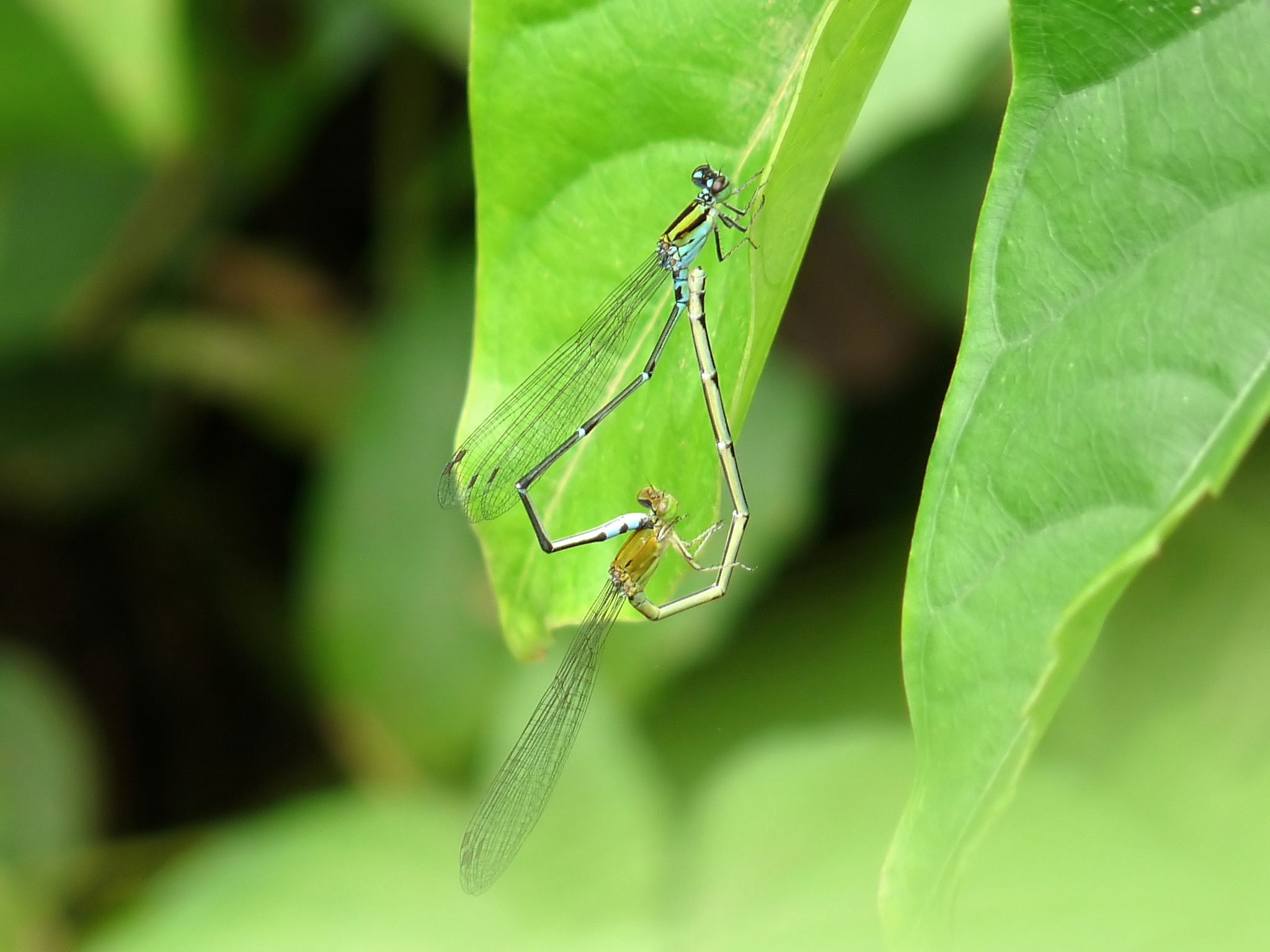